# دئونیتسا
دئونیتسا (صربی: Deonica}} یک منطقهٔ مسکونی در صربستان است که در Pomoravlje District واقع شده‌است.
 دئونیتسا  ۵۵۰ نفر جمعیت دارد.